# 9-1-1: Lone Star
9-1-1: Lone Star é uma série de televisão de drama processual de ação americana com foco nos departamentos de bombeiros, polícia e ambulância da empresa fictícia 126, situada em Austin, Texas. Foi criada para a Fox por Ryan Murphy, Brad Falchuk e Tim Minear.  A série é um spin-off da série de televisão 9-1-1, e foi encomendada pela Fox em maio de 2019. Ela estreou em 19 de janeiro de 2020.
A série foi renovada para a 5° temporada em maio de 2023 pela FOX.

## Elenco e personagens
| Ator/Atriz          | Personagem                | Temporadas      | Temporadas            | Temporadas   | Temporadas      |
| Ator/Atriz          | Personagem                | 1               | 2                     | 3            | 4               |
| ------------------- | ------------------------- | --------------- | --------------------- | ------------ | --------------- |
| Rob Lowe            | Owen Strand               | Principal       | Principal             | Principal    | Principal       |
| Liv Tyler           | Michelle Blake            | Principal       |                       |              |                 |
| Ronen Rubinstein    | Tyler Kennedy "TK" Strand | Principal       | Principal             | Principal    | Principal       |
| Sierra McClain      | Grace Ryder               | Principal       | Principal             | Principal    | Principal       |
| Jim Parrack         | Judson "Judd" Ryder       | Principal       | Principal             | Principal    | Principal       |
| Natacha Karam       | Marjan Marwani            | Principal       | Principal             | Principal    | Principal       |
| Brian Michael Smith | Paul Strickland           | Principal       | Principal             | Principal    | Principal       |
| Rafael L. Silva     | Carlos Reyes              | Principal       | Principal             | Principal    | Principal       |
| Julian Works        | Mateo Chavez              | Principal       | Principal             | Principal    | Principal       |
| Gina Torres         | Tommy Vega                |                 | Principal             | Principal    | Principal       |
| Brianna Baker       | Nancy Gillian             | Recorrente      | Recorrente            | Principal    | Principal       |
| Kelsey Yates        | Isabelle "Izzy" Vega      | Does not appear | Recorrente            | Principal    | Principal       |
| Skyler Yates        | Evie Vega                 | Does not appear | Recorrente            | Principal    | Principal       |
| Elenco Recorrente   |                           |                 |                       |              |                 |
| Kyle Secor          | Alden Radford             | Recorrente      | Participação          |              |                 |
| Mark Elias          | Timothy "Tim" Rosewater   | Recorrente      | Participação          |              |                 |
| Jon Foster          | Dustin Shepard            | Recorrente      |                       |              |                 |
| Brett Rice          | Wayne Gettinger           | Recorrente      |                       |              |                 |
| Mary Kay Place      | Theresa Blake             | Recorrente      |                       |              |                 |
| Nathalie Zea        | Zoe                       | Recorrente      |                       |              |                 |
| Billy Burke         | Billy Tyson               | Recorrente      | Recorrente            | Participação |                 |
| Tamala Jones        | Sarina Washington         | Recorrente      |                       |              | Participação    |
| Lyndsy Fonseca      | Iris Blake                | Recorrente      |                       |              | Recorrente      |
| Nina Concepción     | Bree                      | Recorrente      | Recorrente            | Recorrente   | Recorrente      |
| Lisa Edelstein      | Gwyneth "Gwyn" Morgan     |                 | Recorrente            | Participação |                 |
| Derek Webster       | Charles Vega              |                 | Recorrente            |              |                 |
| Benito Marinez      | Gabriel Reyes             |                 | Recorrente            | Participação | Recorrente      |
| Roxana Brusso       | Andrea Reyes              |                 | Recorrente            | Participação | Recorrente      |
| Bo Kane             | Capitão Andrews           | Does not appear | Recorrente            |              |                 |
| Joel Heyman         | Joel                      |                 |                       | Recorrente   |                 |
| Amy Acker           | Catherine                 |                 |                       | Recorrente   |                 |
| Julie Benz          | Sadie Becker              | Does not appear | Does not appear       | Recorrente   | Does not appear |
| Angel Oquendo       | Manuel                    |                 |                       | Recorrente   |                 |
| Jackson Pace        | Wyatt Harris              |                 |                       | Recorrente   | Recorrente      |
| Michelle C. Bonilla | Sara Ortiz                |                 |                       | Recorrente   | Recorrente      |
| Robyn Lively        | Marlene Harris            |                 |                       | Recorrente   | Participação    |
| Neal McDonough      | Sargento Ty O'Brien       |                 |                       | Participação | Recorrente      |
| Chad Lowe           | Robert Strand             |                 |                       | Participação | Recorrente      |
| Amanda Schull       | Agente FBI Rose Casey     |                 |                       |              | Recorrente      |
| D.B. Woodside       | Trevor Parks              |                 |                       |              | Recorrente      |
| Bella Blanding      | Melody Parks              |                 |                       |              | Recorrente      |
| Michaela McManus    | Kendra Harrington         |                 |                       |              | Recorrente      |
| Amanda Payton       | Asha Fulton               |                 |                       |              | Recorrente      |
| Participações       |                           |                 |                       |              |                 |
| Alex Carter         | Antigo Capitão do 126     | Participação    |                       |              |                 |
| Jesse Luken         | Jake Harkes               | Participação    |                       |              |                 |
| Matt McTighe        | Chuck Parkland            | Participação    |                       |              |                 |
| Graham Shiels       | Cory Garrity              | Participação    |                       |              |                 |
| Angel Parker        | Josie                     | Participação    |                       |              |                 |
| Barry Corbin        | Stuart Ryder              | Participação    | Participação          |              |                 |
| William Allen Young | Benjamin Williams         |                 | Participação          |              | Participação    |
| Barbara Eve Harris  | Denice Williams           |                 | Participação          |              | Participação    |
| Mena Massoud        | Salim                     | Does not appear | Participação          |              |                 |
| Aisha Hinds         | Henrietta "Hen" Wilson    | Does not appear | Participação Especial |              |                 |
| Ryan Guzman         | Edmundo "Eddie" Diaz      | Does not appear | Participação Especial |              |                 |
| Oliver Stark        | Evan "Buck" Buckley       | Does not appear | Participação Especial |              |                 |

## Produção

### Desenvolvimento
Em 12 de maio de 2019, foi anunciado que a Fox havia encomendado à produção um pedido de série para um spin-off 9-1-1.  O criador do 9-1-1, Ryan Murphy, Brad Falchuk e Tim Minear serviriam como produtores executivos, juntamente com o membro do elenco Rob Lowe. Também atuando como produtora exeutora, Angela Bassett, que estrela o original 9-1-1.
Em 13 de abril de 2020, a Fox renovou a série para a segunda temporada que estreou em 18 de janeiro de 2021. Em 17 de maio de 2021, a série foi renovada para terceira temporada que está programada para estrear em 3 de janeiro de 2022.

### Seleção de elenco
Em 12 de maio de 2019, foi anunciado que Rob Lowe havia sido escalado para a série como protagonista. Em 11 de setembro de 2019, Liv Tyler foi anunciada para estrelar o lado oposto de Lowe. Jim Parrack se juntou ao elenco em 18 de setembro de 2019. Dois dias depois, Ronen Rubinstein e Sierra McClain foram anunciados no elenco. Em 23 de setembro de 2019, Natacha Karam, Brian Michael Smith, Rafael L. Silva e Julian Works se juntaram ao elenco. Em 3 de setembro de 2020 a atriz Gina Torres entrou para o elenco regular da segunda temporada. Em 22 de setembro de 2020, Liv Tyler saiu da série antes da segunda temporada. Dois dias depois, Lisa Edelstein foi escalada para um papel recorrente na segunda temporada. Em 8 de outubro de 2020, Derek Webster se juntou ao elenco em um papel recorrente para a segunda temporada. Em 25 de maio de 2021, Brianna Baker foi promovida ao elenco principal da terceira temporada.

## Episódios
| Temporada | Temporada | Episódios | Episódios | Originalmente exibido  | Originalmente exibido |
| Temporada | Temporada | Episódios | Episódios | Estreia da temporada   | Final da temporada    |
| --------- | --------- | --------- | --------- | ---------------------- | --------------------- |
|           | 1         | 10        | 10        | 19 de janeiro de 2020  | 9 de março de 2020    |
|           | 2         | 14        | 14        | 18 de janeiro de 2021  | 24 de maio de 2021    |
|           | 3         | 18        | 18        | 3 de janeiro de 2022   | 16 de maio de 2022    |
|           | 4         | 18        | 18        | 24 de janeiro de 2023  | 16 de maio de 2023    |
|           | 5         | 12        | 12        | 23 de setembro de 2024 | ASA                   |

### 1.ª temporada (2020)
| N.º geral | N.º na temp. | Título original             | Dirigido por          | Escrito por                            | Exibição original       | Audiência (milhões) |
| --------- | ------------ | --------------------------- | --------------------- | -------------------------------------- | ----------------------- | ------------------- |
| 1         | 1            | "Pilot"                     | Bradley Buecker       | Ryan Murphy, Brad Falchuk e Tim Minear | 19 de janeiro de 2020   | 11,41               |
| 2         | 2            | "Yee-Haw"                   | Bradley Buecker       | Tim Minear e Rashad Raisani            | 20 de janeiro de 2020   | 5,94                |
| 3         | 3            | "Texas Proud"               | Jennifer Lynch        | Kristy Lowrey                          | 27 de janeiro de 2020   | 5,58                |
| 4         | 4            | "Act of God"                | Sharat Raju           | Molly Green e James Leffler            | 3 de fevereiro de 2020  | 6,39                |
| 5         | 5            | "Studs"                     | Bradley Buecker       | Carly Soteras                          | 10 de fevereiro de 2020 | 5,73                |
| 6         | 6            | "Friends Like These"        | Marita Grabiak        | John Owen Lowe                         | 17 de fevereiro de 2020 | 6,04                |
| 7         | 7            | "Bum Steer"                 | John J. Gray          | Jill Snyder                            | 24 de fevereiro de 2020 | 5,65                |
| 8         | 8            | "Monster Inside"            | Gwyneth Horder-Payton | Tonya Kong                             | 2 de março de 2020      | 5,61                |
| 9         | 9            | "Awakening"                 | David Grossman        | Rashad Raisani                         | 9 de março de 2020      | 5,38                |
| 10        | 10           | "Austin, We Have a Problem" | Bradley Buecker       | Rashad Raisani e Tim Minear            | 9 de março de 2020      | 5,38                |

### 2.ª temporada (2021)
| N.º geral | N.º na temp. | Título original                            | Dirigido por       | Escrito por                   | Exibição original       | Audiência (milhões) |
| --------- | ------------ | ------------------------------------------ | ------------------ | ----------------------------- | ----------------------- | ------------------- |
| 11        | 1            | "Back in the Saddle"                       | Bradley Buecker    | Tim Minear e Rashad Raisani   | 18 de janeiro de 2021   | 6,03                |
| 12        | 2            | "2100"                                     | Bradley Buecker    | Molly Green e James Leffler   | 25 de janeiro de 2021   | 5,90                |
| 13        | 3            | "Hold the Line"                            | Bradley Buecker    | Jessica Ball e John Owen Lowe | 1 de fevereiro de 2021  | 6,14                |
| 14        | 4            | "Friends with Benefits"                    | Sanaa Hamri        | Carly Soteras e Jalysa Conway | 8 de fevereiro de 2021  | 5,59                |
| 15        | 5            | "Difficult Conversations"                  | Sanaa Hamri        | Wolfe Coleman                 | 15 de fevereiro de 2021 | 5,73                |
| 16        | 6            | "Everyone and Their Brother Conversations" | Marcus Stokes      | Molly Green & James Leffler   | 22 de fevereiro de 2021 | 5,36                |
| 17        | 7            | "Displaced"                                | Paula Hunziker     | Jessica Ball                  | 1 de março de 2021      | 5,34                |
| 18        | 8            | "Bad Call"                                 | Bradley Buecker    | Tonya Kong                    | 8 de março de 2021      | 5,35                |
| 19        | 9            | "Saving Grace"                             | Sharat Raju        | Tonya Kong & Wolfe Coleman    | 19 de abril de 2021     | 5,49                |
| 20        | 10           | "A Little Help From My Friends"            | Marita Grabiak     | Jalysa Conway                 | 26 de abril de 2021     | 4,92                |
| 21        | 11           | "Slow Burn"                                | Chad Lowe          | John Owen Lowe                | 3 de maio de 2021       | 5,26                |
| 22        | 12           | "The Big Heart"                            | Ben Hernandez Bray | Carly Soteras                 | 10 de maio de 2021      | 4,91                |
| 23        | 13           | "One Day"                                  | Sanaa Hamri        | Tim Minear & Rashad Raisani   | 17 de maio de 2021      | 5,20                |
| 24        | 14           | "Dust to Dust"                             | Bradley Buecker    | Tim Minear & Rashad Raisani   | 24 de maio de 2021      | 5,21                |

### 3.ª temporada (2022)
| N.º geral | N.º na temp. | Título original                         | Dirigido por    | Escrito por                                                | Exibição original       | Audiência (milhões) |
| --------- | ------------ | --------------------------------------- | --------------- | ---------------------------------------------------------- | ----------------------- | ------------------- |
| 25        | 1            | "The Big Chill"                         | Bradley Buecker | Tim Minear & Rashad Raisani                                | 3 de janeiro de 2022    | 5,50                |
| 26        | 2            | "Shock and Thaw"                        | Bradley Buecker | Trey Callaway & Carly Soteras                              | 10 de janeiro de 2022   | 5,03                |
| 27        | 3            | "Shock & Thaw"                          | Bradley Buecker | Tim Minear & Rashad Raisani & Trey Callaway & Carly Sotera | 24 de janeiro de 2022   | 5,39                |
| 28        | 4            | "Push"                                  | Marita Grabiak  | Tim Minear & Rashad Raisani                                | 31 de janeiro de 2022   | 6,01                |
| 29        | 5            | "Child Care"                            | Brenna Malloy   | Jessica Ball & Jalysa Conway                               | 7 de fevereiro de 2022  | 5,18                |
| 30        | 6            | "The ATX-Files"                         | Yangzom Brauen  | Molly Green & James Leffler                                | 14 de fevereiro de 2022 | 4,95                |
| 31        | 7            | "Red vs Blue"                           | Chad Lowe       | John Owen Lowe & Jamie Kessler                             | 21 de fevereiro de 2022 | 5,13                |
| 32        | 8            | "In the Unlikely Event of an Emergency" | John J. Gray    | Matt Solik                                                 | 28 de fevereiro de 2022 | 4,82                |
| 33        | 9            | "The Bird"                              | ASD             | ASD                                                        | 7 de março de 2022      | ASD                 |
| 34        | 10           | "Parental Guidance"                     | ASD             | ASD                                                        | 14 de março de 2022     | ASD                 |

| Temporada | Temporada | Ep. 1 | Ep. 2 | Ep. 3 | Ep. 4 | Ep. 5 | Ep. 6 | Ep. 7 | Ep. 8 | Ep. 9 | Ep. 10 | Ep. 11 | Ep. 12 | Ep. 13 | Ep. 14 | Ep. 15 | Ep. 16 | Ep. 17 | Ep. 18 | Audiência |
| --------- | --------- | ----- | ----- | ----- | ----- | ----- | ----- | ----- | ----- | ----- | ------ | ------ | ------ | ------ | ------ | ------ | ------ | ------ | ------ | --------- |
|           | 1         | 11.41 | 5.94  | 5.58  | 6.39  | 5.73  | 6.04  | 5.65  | 5.61  | 5.38  | 5.38   | N/A    | N/A    | N/A    | N/A    | N/A    | N/A    | N/A    | N/A    | 9.09      |
|           | 2         | 6.03  | 5.90  | 6.14  | 5.59  | 5.73  | 5.36  | 5.34  | 5.35  | 5.49  | 4.92   | 5.26   | 4.91   | 5.20   | 5.21   | N/A    | N/A    | N/A    | N/A    | 7.16      |
|           | 3         | 5.50  | 5.03  | 5.39  | 6.01  | 5.18  | 4.95  | 5.13  | 4.82  | 5.16  | 4.64   | 4.45   | 3.85   | 4.24   | 4.21   | 4.56   | 4.27   | 4.80   | 4.63   | 8.24      |
|           | 4         | 3.92  | 4.05  | 3.80  | 3.65  | 3.54  | 3.39  | 4.08  | 3.72  | 3.60  | 3.90   | 3.37   | 3.48   | 3.36   | 3.35   | 3.69   | 3.37   | 3.32   | 3.32   | 5.73      |

## Recepção
No site Rotten Tomatoes, a série tem um índice de aprovação de 75% com base em onze análises, com uma classificação média de 7.67/10. O consenso crítico do site diz: "Se não for tão estranhamente divertido quanto seu antecessor, 9-1-1: Lone Star ainda tem um impacto divertido e é uma grande vitrine para o generosamente autoconsciente Rob Lowe". No Metacritic, ele tem uma pontuação média ponderada de 69 de 100, com base em oito críticos, indicando "avaliações geralmente favoráveis".